# Károly Koch
Károly Koch (3 de septiembre de 1885-24 de marzo de 1932) fue un deportista húngaro que compitió en remo como timonel. Ganó cinco medallas en el Campeonato Europeo de Remo entre los años 1910 y 1925.

## Palmarés internacional
| Campeonato Europeo | Campeonato Europeo       | Campeonato Europeo | Campeonato Europeo |
| Año                | Lugar                    | Medalla            | Prueba             |
| ------------------ | ------------------------ | ------------------ | ------------------ |
| 1910               | Ostende (Bélgica)        | Medalla de bronce  | Ocho con timonel   |
| 1921               | Ámsterdam (Países Bajos) | Medalla de plata   | Ocho con timonel   |
| 1922               | Barcelona (España)       | Medalla de bronce  | Ocho con timonel   |
| 1923               | Como (Italia)            | Medalla de bronce  | Cuatro con timonel |
| 1925               | Praga (Checoslovaquia)   | Medalla de plata   | Cuatro con timonel |